# Apanteles penelope
Apanteles penelope är en stekelart som beskrevs av Nixon 1965. Apanteles penelope ingår i släktet Apanteles och familjen bracksteklar. Inga underarter finns listade i Catalogue of Life.